# Primera División Profesional de Uruguay
La Primera División Profesional de Uruguay (spagnolo per "prima divisione professionistica dell'Uruguay"), nota oggi come Liga AUF Uruguaya, è la massima serie del campionato uruguaiano di calcio. In passato era conosciuta anche, come Campeonato Uruguayo, Copa Uruguaya o Liga Uruguaya.
Organizzata dall'Asociación Uruguaya de Fútbol, si disputa dal 1900. Nel 1932 è divenuta professionistica.

## Regolamento

### Storia

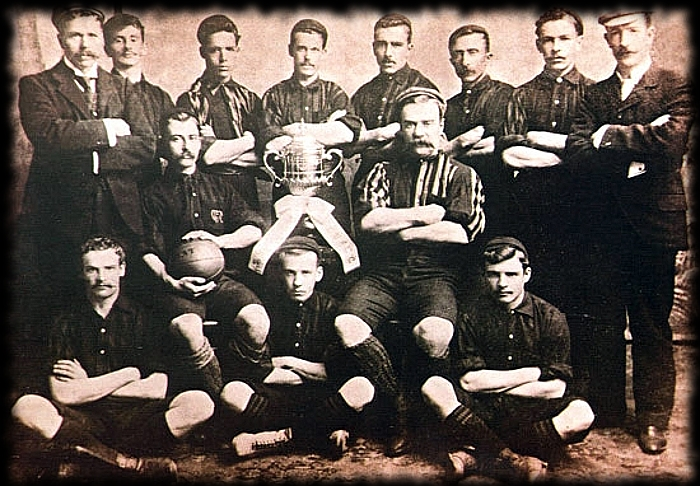
Il C.U.R.C.C. (futuro Peñarol), vincitore della prima edizione nel 1900.

La Primera División uruguaiana si tenne per la prima volta nel 1900. Tra il 1923 e il 1925, durante un periodo di contrasto sul calcio uruguaiano, fu fondata una lega dissidente, la Federación Uruguaya de Football (FUF). L'ente operò in parallelo con l'Associazione ufficiale (AUF). Dopo un intervento del governo uruguaiano per imporre lo scioglimento della FUF, nel 1926 un Consiglio Provvisorio ("Concejo Provisorio") organizzò un campionato per unificare le due organizzazioni. Il Peñarol vinse quel campionato, ma né l'AUF né la FIFA non hanno mai riconosciuto i titoli dei campionati organizzati da FUF o CP.
Fino all'edizione 1993, il campionato si è disputato in un doppio girone di andata e ritorno, cioè esattamente come accade nei campionati europei, con l'unica differenza che, in questo caso, la stagione si disputava entro un unico anno solare (di solito da febbraio a novembre).
Nel 1994 si ebbe, invece, una sostanziale rivoluzione, poiché venne adottato il sistema di Apertura e Clausura, molto comune in America meridionale e centrale: si disputano, cioè, con le stesse squadre, due campionati detti Apertura e Clausura; diversamente da quanto avviene in altri Paesi latino-americani, però, in Uruguay le squadre vincitrici dei due tornei non si fregiano di alcun titolo.
Questo, invece, dal 1994 al 2002 (con l'eccezione delle stagioni 1997 e 1998) è stato assegnato a seguito di una finale di andata e ritorno (ed eventualmente uno spareggio, in caso di doppia parità) tra le due squadre (finale che, naturalmente, non si disputava se la medesima squadra vinceva sia l'Apertura che il Clausura).
Nelle due edizioni del 1997 e del 1998 fu sperimentata una formula parzialmente diversa, che chiamava in causa la squadra che risultava prima nella "classifica aggregata", cioè nella speciale classifica ottenuta sommando i punti ottenuti da ciascuna squadra nel torneo di Apertura con quelli ottenuti dalla stessa nel Clausura. La squadra vincitrice dell'Apertura giocava una prima finale contro la prima classificata nella classifica aggregata; la vincente avrebbe poi affrontato la squadra vincitrice del Clausura nella finale per il titolo.
Tale sistema fu abbandonato con l'edizione 1999, ma nel 2003 l'AUF decise di riadottarlo: tuttavia, al fine di premiare maggiormente la prima classificata nella classifica aggregata, si è scelto di far giocare la prima finale alle vincitrici dell'Apertura e del Clausura; la vincitrice di questo confronto disputa poi la finalissima contro la squadra che ha ottenuto più punti tra i due tornei.
Nel 2005 l'AUF decise di spostare la collocazione annuale del campionato, adattandolo ai calendari europei. I dirigenti calcistici uruguaiani avevano inteso che questo era l'unico modo per evitare che le squadre perdessero calciatori importanti nel mezzo della stagione: con il vecchio calendario strutturato in un solo anno solare, infatti, molti calciatori lasciavano l'Uruguay, al termine del torneo di Apertura (che solitamente si concludeva nel mese di giugno) per trasferirsi in Europa, provocando così una profonda alterazione nelle rose della medesima squadra all'interno del medesimo campionato.
L'AUF dispose, pertanto, che nella prima parte del 2005 si sarebbe disputato un campionato di sola andata, con vittoria del titolo al primo classificato. Successivamente, ad agosto, avrebbe preso il via la stagione 2005-2006, con lo stesso regolamento adottato dal 2003, ma, appunto, con questa differente collocazione temporale del campionato.

### Semifinale e finale
La semifinale per decidere chi, tra la vincitrice dell'Apertura e quella del Clausura, affronterà la prima della classifica aggregata si disputa, dal campionato 2009-2010, in gara unica. La finale è, invece, giocata in un doppio confronto di andata e ritorno.

### Liguilla
Terminate le finali, le squadre che nella classifica aggregata giungevano nelle prime posizioni entravano nella Liguilla Pre-Libertadores de América. Questo campionato si è svolto dal 1974-2009, e ha individuato quali squadre parteciperanno nelle seguenti edizioni della Copa Libertadores e altre competizioni manifestazioni internazionali organizzate dalla CONMEBOL.
Tuttavia, al termine delle ultime due stagioni (2009-2010 e 2010-2011), la Liguilla non è stata disputata per problemi di calendario, nel primo caso con i mondiali di calcio, nel secondo con la Coppa America.
Da allora, la Liguilla scomparve, e le squadre qualificate ai tornei internazionali sudamericani sono definite in base alla classificazione aggregata: il primo classificato e il campione nazionale (o, se vince il campionato la prima nella classifica aggregata, la finalista) si qualificano alla fase a gironi della Coppa Libertadores, mentre la terza alla prima fase; la quarta e la quinta sono qualificate, invece, alla Coppa Sudamericana.

### Retrocessioni
Per decidere quali saranno le tre squadre retrocesse in Segunda División, si stila una speciale graduatoria ove sono sommati i punteggi ottenuti nelle classifiche aggregate della prima divisione della stagione attuale e di quella precedente; per le squadre che nella stagione precedente militavano in seconda divisione, si moltiplica il punteggio ottenuto nella stagione attuale per 1,9665.

### Numero di partecipanti
- 1932-1937: 10 squadre
- 1937-1941: 11 squadre
- 1942-1968: 10 squadre
- 1969-1970: 11 squadre
- 1971-1978: 12 squadre
- 1979: 13 squadre
- 1980: 14 squadre
- 1981: 15 squadre
- 1982: 14 squadre
- 1983-1989, 1992-1995: 13 squadre
- 1996-1998: 12 squadre
- 1999: 15 squadre
- 2000: 16 squadre
- 2001-2006: 18 squadre
- 2006-oggi: 16 squadre

## Squadre
Stagione 2025.
| Club                   | Città                  | Stadio                             |        |
| ---------------------- | ---------------------- | ---------------------------------- | ------ |
| Boston River           | Las Piedras            | Stadio Campeones Olímpicos         | 6 000  |
| Cerro                  | Montevideo             | Stadio Monumental Luis Tróccoli    | 23 000 |
| Cerro Largo            | Melo                   | Stadio Ubilla                      | 12 000 |
| Danubio                | Montevideo             | Jardines Del Hipódromo             | 18 000 |
| Defensor Sporting      | Montevideo             | Stadio Luis Franzini               | 17 000 |
| Juventud               | Las Piedras            | Stadio Parque Artigas              | 15 000 |
| Liverpool (M)          | Montevideo             | Stadio Belvedere                   | 8 000  |
| Miramar Misiones       | Montevideo             | Parque Luis Méndez Piana           | 6 000  |
| Montevideo City Torque | Montevideo             | Stadio del Centenario              | 60 000 |
| Nacional               | Montevideo             | Stadio Gran Parque Central         | 27 000 |
| Peñarol                | Montevideo             | Stadio Campeón del Siglo           | 40 000 |
| Plaza Colonia          | Colonia del Sacramento | Stadio Alberto Suppici             | 10 000 |
| Progreso               | Montevideo             | Parque Abraham Paladino            | 7 500  |
| Racing Montevideo      | Montevideo             | Stadio Osvaldo Roberto             | 4 500  |
| River Plate (M)        | Montevideo             | Stadio Omar Saroldi                | 8 000  |
| Montevideo Wanderers   | Montevideo             | Stadio Parque Alfredo Victor Viera | 17 000 |

## Le squadre
Sono 61 le squadre ad aver preso parte ai 122 campionati di prima divisione uruguaiana a girone unico che sono stati disputati a partire dal 1900 fino alla stagione 2025 (della quale si riportano in grassetto le squadre partecipanti):
- 121 volte:  Nacional
- 120 volte:  Peñarol
- 109 volte:  Montevideo Wanderers
- 98 volte:  Defensor Sporting
- 84 volte:  Liverpool (M)
- 78 volte:  Cerro
- 77 volte:  River Plate (M)
- 75 volte:  Danubio
- 72 volte:  Rampla Juniors
- 64 volte:  Central Español
- 56 volte:  Racing Montevideo
- 54 volte:  Bella Vista
- 52 volte:  Sud América
- 43 volte: Fénix
- 29 volte:  Huracán Buceo,  Rentistas
- 27 volte:  Progreso
- 23 volte:  Miramar Misiones
- 14 volte:  Juventud,  Plaza Colonia,  River Plate (M),  Tacuarembó,  Universal (M)
- 13 volte:  Dublin
- 12 volte:  Cerro Largo
- 11 volte:  Dep. Maldonado
- 10 volte:  Boston River
- 9 volte:  Reformers,  Teutonia
- 8 volte:  Charley,  Cerrito
- 7 volte:  Albion,  Bristol Montevideo,  Belgrano,  El Tanque Sisley,  Uruguay Onward
- 6 volte:  Lito,  Montevideo City Torque,  Rocha,  Villa Española
- 5 volte:  Misiones
- 4 volte:  Uruguay Athletic,  Colón,  Capurro,  Olimpia Montevideo,  Paysandú B. V.,  Deportivo Colonia
- 3 volte:  Intrépido,  French,  Atenas
- 2 volte:  Triunfo SC,  Libertad (M),  Independencia (M),  Basáñez,  Frontera Rivera,  Paysandú
- 1 volta:  Oriental (M),  Rosarino Central,  Solferino,  Villa Teresa,  La Luz

## Albo d'oro
| Squadra              | Titoli | Edizioni |
| -------------------- | ------ | --- |
| Peñarol              | 52     | 1900, 1901, 1905, 1907, 1911, 1918, 1921, 1928, 1929, 1932, 1935, 1936, 1937, 1938, 1944, 1945, 1949, 1951, 1953, 1954, 1958, 1959, 1960, 1961, 1962, 1964, 1965, 1967, 1968, 1973, 1974, 1975, 1978, 1979, 1981, 1982, 1985, 1986, 1993, 1994, 1995, 1996, 1997, 1999, 2003, 2009-2010, 2012-2013, 2015-2016, 2017, 2018, 2021, 2024 |
| Nacional             | 49     | 1902, 1903, 1912, 1915, 1916, 1917, 1919, 1920, 1922, 1923, 1924, 1933, 1934, 1939, 1940, 1941, 1942, 1943, 1946, 1947, 1950, 1952, 1955, 1956, 1957, 1963, 1966, 1969, 1970, 1971, 1972, 1977, 1980, 1983, 1992, 1998, 2000, 2001, 2002, 2005, 2005-2006, 2008-2009, 2010-2011, 2011-2012, 2014-2015, 2016, 2019, 2020, 2022         |
| River Plate (M)      | 4      | 1908, 1910, 1913, 1914 |
| Defensor Sporting    | 4      | 1976, 1987, 1991, 2007-2008 |
| Danubio              | 4      | 1988, 2004, 2006-2007, 2013-2014 |
| Montevideo Wanderers | 3      | 1906, 1909, 1931 |
| Rampla Juniors       | 1      | 1927 |
| Central Español      | 1      | 1984 |
| Progreso             | 1      | 1989 |
| Bella Vista          | 1      | 1990 |
| Liverpool (M)        | 1      | 2023 |